# Henryk Gąsiorowski
Henryk Erazm Gąsiorowski (ur. 1 kwietnia 1878 w Zaleszczykach, zm. 16 stycznia 1947 w Grudziądzu) – polski krajoznawca, nauczyciel, fotografik, major piechoty Wojska Polskiego.

## Życiorys
Urodził się w rodzinie Leonarda i Marii z domu Stecher de Sebenitz. Ukończył w 1893 roku c.k. Wyższe Gimnazjum w Stanisławowie a w 1898 roku Wyższe Seminarium (nauczycielskie) we Lwowie. W latach 1899–1900 odbył służbę wojskowa w Wiedniu. W 1903 roku zdobył patent nauczycielski Szkół Ludowych Pospolitych. Od 1907 roku pracował jako nauczyciel gimnastyki w Gimnazjum oraz w Szkole Męskiej im. Jachowicza w Kołomyi. Był działaczem Sokoła, Towarzystwa Szkoły Ludowej i Polskiego Towarzystwa Tatrzańskiego. 
Od 1903 roku kolekcjonował huculską sztukę ludową a od 1910 zajmował się organizacją reaktywowanego przez Kołomyjskie Koło Towarzystwa Szkoły Ludowej Muzeum Pokuckiego. W zbiorach tej placówki znalazły się m.in. eksponaty zoologiczne, geologiczne, etnograficzne oraz obiekty pochodzące z kolekcji Edmunda hr. Starzeńskiego, przekazane przez Bronisławę hr. Starzeńską po śmierci męża. 
Pisał artykuły do prasy lokalnej i krajoznawczej m.in. do: „Kosmosu”, „Pamiętników Towarzystwa Tatrzańskiego”, „Naszych Zdrojów”, „Ziemi” i „Gazety Kołomyjskiej”.
W latach I wojny światowej był oficerem cesarskiej i królewskiej armii, a od 1919 roku Wojska Polskiego. Od 1920 roku w Grudziądzu, gdzie był oficerem 64 pułku piechoty. W 1922 roku zweryfikowany został w stopniu majora ze starszeństwem z dniem 1 czerwca 1919 roku, w korpusie oficerów zawodowych piechoty i mianowany referentem do spraw kultury i oświaty w Dowództwie Okręgu Korpusu Nr VIII w Toruniu. Z dniem 1 listopada 1922 roku został przydzielony do Powiatowej Komendy Uzupełnień Grudziądz na stanowisko komendanta. Z dniem 1 marca 1927 roku został mu udzielony dwumiesięczny urlop z zachowaniem uposażenia, a z dniem 30 kwietnia 1927 roku został przeniesiony w stan spoczynku. W 1934 roku pozostawał na ewidencji Powiatowej Komendy Uzupełnień Grudziądz z przydziałem mobilizacyjnym do Oficerskiej Kadry Okręgowej Nr VIII. W tym czasie przewidziany był do użycia w czasie wojny.
Także na Pomorzu współpracował z czasopismami geograficznymi, krajoznawczymi i regionalnymi, był współorganizatorem grudziądzkiego oddziału Polskiego Towarzystwa Krajoznawczego. Piastował stanowisko referenta turystyczno-krajoznawczego Rozgłośni Polskiego Radia w Toruniu (zał. 1935). Fotografował m.in. zabytki Grudziądza i Torunia, a także przyrodę Beskidów Wschodnich. Wiele fotografii wydano w formie widokówek. Od 1934 prezes Towarzystwa Fotograficznego „Słońce” w Grudziądzu. Opublikował m.in. Przewodnik po Beskidach Wschodnich, t. 1–2, Lwów 1933–1935 (reprint Kielce 2000). Brał udział w pracach kartograficznych na zlecenie Wojskowego Instytutu Geograficznego.
Lata II wojny światowej przeżył w Grudziądzu. Pozostawił pamiętnik z walk o miasto w styczniu-lutym 1945 oraz fotograficzną dokumentację zniszczeń. Od 1945 zatrudniony w Archiwum Miejskim. Wykonał kilka tysięcy zdjęć, przechowywanych w Muzeum Miejskim i w zbiorach archiwalnych.
Pochowany na cmentarzu przy ul. Cmentarnej.

## Ordery i odznaczenia
- Złoty Krzyż Zasługi (31 stycznia 1939)[8]